# Maniche
Nuno Ricardo de Oliveira Ribeiro [mɐˈniʃɯ̆] (* 11. November 1977 in Lissabon) ist ein ehemaliger portugiesischer Fußballspieler, der sowohl auf der linken Seite als auch zentral einsetzbar war.

## Karriere

### Im Verein
Er kommt aus der Jugend von Benfica Lissabon und wurde von 1995 bis 1998 zum FC Alverca verliehen. Nach seiner Rückkehr spielte er drei Jahre lang in Benficas Stammformation und schoss dabei vierzehn Tore. 
Im Jahre 2001 spielte er wegen Meinungsverschiedenheit mit dem Clubvorstand bei den Amateuren, bevor er zum FC Porto wechselte, wo er neben nationalen Titeln auch den UEFA-Cup (2003) und die UEFA Champions League (2004) gewann. 
Im Sommer 2005 wechselte er für knapp zwanzig Mio. Euro zu Dynamo Moskau. Am 2. Januar 2006 wechselte er auf Leihbasis zum FC Chelsea, wo er den verletzten Michael Essien ersetzen sollte. Essiens ursprünglicher Vertreter Geremi fehlte wegen seiner Teilnahme am Afrika-Cup. 
Bei seiner Rückkehr nach Moskau äußerte Maniche den Wunsch, zu einem südeuropäischen Verein zu wechseln, da er sich wegen der klimatischen Bedingungen in Russland nicht wohlfühlte. Er wechselte daraufhin Ende August 2006 für neun Mio. Euro zum spanischen Club Atlético Madrid, wo er einen Dreijahresvertrag unterschrieb. Am 13. Januar 2008 verlieh ihn Atlético Madrid mit sofortiger Wirkung zu Inter Mailand. Zur Saison 2008/09 lief er wieder für Atlético auf. Aufgrund interner Schwierigkeiten mit der Vereinsführung wurde Maniche zum Ende der Spielzeit aus dem Kader gestrichen, der Vertrag wurde im Mai vorzeitig aufgelöst. Maniche wurde nach erfolgreicher sportärztlicher Untersuchung am Nachmittag des 20. Juli 2009 auf einer Pressekonferenz im österreichischen Trainingslager als neuer Spieler des 1. FC Köln vorgestellt. Er erhielt einen Dreijahresvertrag mit einer Option auf eine vorzeitige Kündigung nach zwei Jahren.
Am 16. Mai 2010 wurde bekannt, dass der Kontrakt zum 30. Juni 2010 aufgelöst wird, weil Maniche den Wunsch geäußert hat, zu Sporting Lissabon zu wechseln und somit mit seiner Familie nach Portugal zurückzukehren.
Im Mai 2012 erklärte der seit Juni 2011 vereinslose Maniche seinen Rücktritt vom Profifußball.

### In der Nationalmannschaft
Sein Nationalmannschaftsdebüt gab er beim 2:1-Sieg über Brasilien am 29. März 2003. Er nahm an der EM 2004 im eigenen Land teil, wo er Vize-Europameister wurde. Bei diesem Turnier machte er durch ein Tor im Halbfinale gegen die Niederlande auf sich aufmerksam. Zudem nahm er an der WM 2006 teil und wurde Vierter. Maniche absolvierte alle sieben Spiele seiner Mannschaft und erzielte dabei zwei Tore. Am 7. Juli 2006 gab die FIFA bekannt, dass Maniche dem 23 Spieler umfassenden All-Star-Team der Weltmeisterschaft angehört. Für die EM 2008 wurde er überraschend nicht berücksichtigt. Sein letztes Länderspiel machte er am 31. März 2009, beim 2:0 der Portugiesen gegen Südafrika, wo er nach 57 Minuten ausgewechselt wurde. Auch für die WM 2010 in Südafrika wurde Maniche nicht berücksichtigt.

### Titel und Erfolge
Als Nationalspieler
- Europameisterschafts-Zweiter: 2004
- Weltmeisterschafts-Vierter: 2006

 Mit seinen Vereinen 
- Portugiesischer Meister: 2003, 2004
- Portugiesischer Pokalsieger: 2003
- UEFA-Pokal: 2003
- Champions League: 2004
- Weltpokal: 2004
- Portugiesischer Super-Cup: 2004, 2005
- Englischer Meister: 2006
- Italienischer Meister: 2008

## Sonstiges
Maniche trägt seinen Künstlernamen zu Ehren des früheren dänischen Benfica-Stürmers Michael Manniche.